# Pavilon Y
Pavilon Y je malá výstavní hala na brněnském výstavišti postavená v roce 1957 jako pokusná stavba ověřující vlastnosti a montáž kopule kruhového tvaru. Získané zkušenosti byly následně uplatněny při stavbě pavilonů Z a C. Nejprve byla postavena samotná kopule, skládající se z trubkových prutů sledujících kulový vrchlík, která byla následně zvednuta a zafixována. Původní laminátová krytina střechy byla nahrazena hliníkovým plechem. Plášť pavilonu je celoprosklený. V roce 1982 byl k pavilonu přistavěn přístavek, v němž se nachází vstup a sociální zařízení.
Stavba má kruhový půdorys o průměru 23,38 m, vnitřní plocha je 443,78 m² a světlá výška ve středu pavilonu je 9,18 m.